# Eodrepanus liuchungloi
Eodrepanus liuchungloi är en skalbaggsart som beskrevs av Kryzhanovski och Medvedev 1966. Eodrepanus liuchungloi ingår i släktet Eodrepanus och familjen bladhorningar. Inga underarter finns listade i Catalogue of Life.